# Mont Caburaí
Le mont Caburaí est un relief culminant à 1 414 mètres d'altitude à la frontière entre le Brésil, plus précisément la municipalité (município) d'Uiramutã dans l'État du Roraima, et le Guyana.
En réalité, le mont Caburaí est le bord d'un immense plateau, à 84,5 km plus au nord que le Cap Orange (Cabo Orange), en Amapá, à la latitude de 4° 30′ 30″ nord. Sur le mont Caburaí naît le rio Uailã dont les sources marquent le point le plus septentrional du pays.
Officiellement, le mont Caburaí fut atteint la première fois par une expédition menée en 1998, sous la direction du maire d'Uiramutã d'alors, Venceslau Braz de Freitas Barbosa, qui permit de démontrer la position du point le plus septentrional du pays. Son opposé est l'arroio Chuí, dans l'État du Rio Grande do Sul, point le plus méridional du Brésil.